# Долна Трнавка
Долна Трнавка (слч. Dolná Trnávka) насељено је мјесто са административним статусом сеоске општине (слч. obec) у округу Жјар на Хрону, у Банскобистричком крају, Словачка Република.

## Становништво
| Година:    | 1994. | 2004.   | 2014.   | 2024.   |
| ---------- | ----- | ------- | ------- | ------- |
| Број људи: | 346   | 366     | 340     | 356     |
| Разлика:   |       | +5,78 % | -7,10 % | +4,70 % |

| Година:    | 2023. | 2024.   |
| ---------- | ----- | ------- |
| Број људи: | 354   | 356     |
| Разлика:   |       | +0,56 % |

Према подацима о броју становника из 2011. године насеље је имало 344 становника.